# Нелидовы
Нели́довы (Отрепьевы) — разветвленный древний русский дворянский род.
При подаче документов (1686) для внесения рода в Бархатную книгу, была предоставлена родословная роспись Нелидовых (Отрепьевых), выписка Палаты родословных дел из Записной книги Разрядного приказа (1670/71) с изложением челобитной Отрепьевых (1670) о разрешении писаться им Нелидовыми и указа (09 мая 1671) о разрешении Отрепьевым писаться Нелидовыми.
Род Нелидовых внесён в VI часть родословных книг Владимирской, Костромской, Петроградской, Псковской, Смоленской и Ярославской губерний.

## Происхождение и история рода
По поздней родословной сказке, не заслуживающей доверия, предок Нелидовых и Отрепьевых — Владислав с Нилка Кащ-Неледзе́вский, герба Правдзиц, «муж знатен Короны Польския», который якобы прибыл в Москву с князем литовским Дмитрием Ольгердовичем на помощь великому князю Димитрию Донскому против Мамая (1367) и участвовал в Куликовской битве (1380). Оставшись на службе у великого князя, он был пожалован селом Никольским с деревнями в Суходольском стане Боровского уезда, при перекрещении получил имя Владимира и стал называться Нелидовым.
У него был единственный сын Юрий Владимирович. В четвёртом поколении от него было двое Нелидовых; старший Давид Борисович от Иоанна III «по прилучаю» (случайно), получил прозвание Отре́пьев (1497—1507). От него пошли Отрепьевы. Брат его Семён Борисович сохранил фамилию Нелидов и потомки его, служившие с XVII века по Галичу, всегда писались Нелидовыми. Из потомства Давида Борисовича Отрепьева громкую известность получил Юрий Богданович Отрепьев (большинством историков признаваемый как Лжедмитрий I), принятый в монашество с именем Григория.
Фёдор Иванович Большой Отрепьев вместе со всеми родичами своими (1671) получил разрешение заменить свою фамилию Отрепьев, прежним старинным названием Нелидов, однако многие из них продолжали писаться Отрепьевыми, и только в 1795 г. три брата: Михаил, Евграф и Пётр Ивановичи Отрепьевы — последними отбросили эту фамилию и стали зваться Нелидовыми. По резолюции Сената (06 марта 1795) вдове Ивана Трифоновича Отрепьева, Пелагее Иосифовне разрешено именоваться Нелидовыми.
Нелидовы никогда не поднимались выше стольников и стряпчих. В конце XVIII века несколько Нелидовых выдвинулись на служебном поприще.
От этого рода отделились в XVI столетии следующие ветви, связь которых между собою и с родом не определена:
1. Потомство Безсона Нелидова, жившего во 2-й половине XVI столетия. Предок сего рода Осип (он же Иасон Безсонов сын Нелидов) по костромским писцовым книгам владел поместьем (1628) в Галичском уезде[3]. Данный род занесен в Общий Гербовник дворянских родов наряду с основной ветвью (см. ч. XII, №67)[4].
2. Потомство Леонтия Нелидова, жившего в конце XVI века.
3. Потомство Ивана Нелидова, жившего в конце XVI века.
4. Потомство Еная Нелидова, жившего в конце XVI века.
5. Потомство Кирилла Нелидова, жившего во 2-й четверти XVII века. К этой ветви принадлежит Емельян Кириллович Нелидов, рейтар, убит на службе под Смоленском (1634). Данная ветвь происходит от галичской ветви: Кирилл был внуком Безсона Нелидова. Сын Кирилла был переведен на службу из Галичского в Смоленский уезд[3].
6. Потомство Ивана Нелидова, жившего в 1-й половине XVII века.
7. Потомство Андрея Нелидова, жившего в 1-й половине XVIII века.

Существует ещё род Нелидовых совершенно другого происхождения, записанный в дворянскую родословную книгу Симбирской губернии и ведущей своё начало от сына священника, коллежского асессора Константина Павловича Нелидова (1844).

## Фрагмент основной ветви (с XIV века)[3]

### Костромская губерния
- Потап Андреевич Нелидов — за московское осадное сиденье 1618 г. был пожалован вотчиной в Галичском уезде, служил по Галичу в 1620 г.
- <...>
  - Иван Фёдорович Большой Нелидов — председатель Костромской палаты гражданского суда в 1780—1786 гг., праправнук Потапа Андреевича.
    - Василий Иванович Нелидов (ум. 1810) — тайный советник и сенатор, сын предыдущего.
      - Мария (ум. 1870) — дочь предыдущего, статс-дама, жена графа В. Ф. Адлерберга, министра двора.
      - Алексей Николаевич Нелидов, представитель той же (костромской) ветви, генерал-лейтенант, военный прокурор Томской губернии.
        - Елизавета Алексеевна, дочь предыдущего, жена В. Я. Хенкина, мать К. В. Хенкина, теософ, соосновательница Всероссийского театрального общества.

### Курская губерния
- Иван Фёдорович Нелидов — сын Фёдора Ивановича Большого Отрепьева, из-за нежелательного родства с Лжедмитрием сменившего фамилию на «Нелидов», участник русско-польской и русско-турецкой войн, стольник и полковник (1686)[3].
  - <...>
    - Екатерина Ивановна Нелидова (1756—1836) — фаворитка Павла I, праправнучка предыдущего.
    - Александр Иванович Нелидов — премьер-майор
      - Нелидов, Иван Александрович (1799—1853) — заведующий училищами Бессарабской губернии и директор Кишинёвской гимназии.
        - Нелидов, Александр Иванович (1835—1910) — российский дипломат.

    - Аркадий Иванович Нелидов (1773—1834) — брат Екатерины Ивановны, курский губернатор, сенатор, действительный тайный советник; женат на грф. Софье Фёдоровне Буксгевден.
      - Иоасаф Аркадьевич (1815-61), один из сыновей предыдущего, генерал-майор, могила в Новодевичьем монастыре.
      - Аркадий Аркадьевич (1804 — до 1870) — брат предыдущего, курский губернский предводитель дворянства (1849—1852), свояк П. А. Клейнмихеля, устроитель родовой усадьбы Моква.
      - Варвара Аркадьевна Нелидова (1814—1897) — камер-фрейлина и фаворитка Николая I.

## Фрагмент ветви от Безсона Нелидова (со второй половины XVI века)[3]
- Безсон (в некоторых источниках — Бессон) Нелидов, сын боярский, жил во 2-й половине XVI столетия.
  - Даниил Безсонович, помещик Галичского уезда, умер до 1628 года.
    - Яков Даниилович, помещик Галичского уезда (1629), умер в 1643 году.
    - <...>
      - Александр Федорович (до 1730 — 1797), титулярный советник, Буйский уездный предводитель дворянства (1791). Женат на Татьяне Михайловной Шушериной[3].

    - Кирилл Даниилович, от него пошла ветвь Нелидовых, служивших по Смоленску со второй половины XVII столетия[3].

  - Иосиф (Осип) Безсонович по прозванию "Асон", помещик Галичского уезда (1628 — 1633). Его потомки внесены в Общий Гербовник в XII часть[4].

Представители рода Нелидовых от Безсона Нелидова не поднимались по службе выше чина детей боярских в XVII веке и выше офицерских званий в последующее время. В XIX веке его потомки владели имениями в Буйском уезде Костромской губернии и Любимском уезде Ярославской губернии.

## Описание гербов

#### Герб Нелидовых 1785 г.
В Гербовнике Анисима Титовича Князева 1785 года имеется изображение печати с гербом Ивана Фёдоровича Нелидова: серебряное поле щита, разделено крестообразно на четыре части. В первой части, слетящая серо-коричневая птица, головой вправо. Во второй части, сере-коричневая фигура крепости. В третьей части, серо-коричневая подкова, шипами вниз (изменённый польский герб Любич). В четвёртой части, серо-коричневая лодка (польский герб Лодзя). Герб увенчан коронованным дворянским шлемом, без шейного клейнода. Нашлемник: согнутая рука в латах с мечом, остриём вниз. Цветовая гамма намёта не определена. Внизу, под щитом, две скрещенные лавровые ветви, с наложенной на них подковой, шипами вниз.

#### Герб. Часть I. № 48
В щите имеющем голубое поле изображен камень натуральнаго цвета, из коего виден выходящий до половины золотой Лев, держащий в лапах кольцо железное. Щит увенчан обыкновенным дворянским шлемом с дворянскою на нем Короною, из за которой выходит означенный на щите Лев. Намет на щите голубой, подложен золотом.

#### Герб. Часть XII. № 67
Герб потомства Осипа Безсонова-Нелидова: золотой щит горизонтально пересечён красной зубчатой стеной с золотыми швами. Из стены встаёт голубой лев с красными глазами и языком. В лапах он держит чёрное кольцо. Щит увенчан дворянским коронованным шлемом. Нашлемник: встающий голубой лев с красными глазами и языком, держащий в лапах чёрное кольцо. Намёт: справа голубой с золотом. слева красный с золотом.

## Известные представители
- Нелидов Гавриил — воевода в Перми, овладел Урасом и Чердынью (26 июня 1472).
- Отрепьев Андрей Игнатьевич — убит при взятии Казани (02 октября 1552).
- Отрепьев-Борислав Богдан Иванович — стрелецкий сотник, убит литвином в Немецкой слободе.
- Отрепьев Никита Елизарович Смирной — сослан Лжедмитрием I в Сибирь (1605), ездил послом в Швецию, послан к полку боярина князя Долгорукова в Троице-Сергиевский монастырь (1608), был в числе уполномоченных от Новгорода для переговоров с князем Д. М. Пожарским (1612).
- Отрепьев Георгий Иванович Сурмен (Солман) — воевода в Устюжне-Железопольской и «город Устюжну от литовских людей отсидел» (1609).
- Отрепьев Смирной Елизарьевич — воевода в Можайске (1614).
- Нелидов Потап Андреевич — за Московское осадное сидение (1618) пожалован из поместья в вотчину.
- Нелидов Пётр — губной староста, воевода в Галиче (1627—1628).
- Нелидов Никита Сыдавного — московский дворянин (1629).
- Отрепьев Иван Андреевич — при Василии Шуйском (1606—1610) на Ходынке получил два ранения от поляков, за московское осадное сидение пожалован вотчиной (село Новинки), был на службе под Смоленском (1634).
- Нелидов Иван Фёдорович — полковник, участвовал в Польской (1654—1656), где ранен и Турецкой войнах, дважды был в плену.
- Нелидов Иван Никитич — стрелецкий голова в походе против Польши (1656), участник взятия приступом Коконоса (04 августа 1656).
- Отрепьевы; Тимофей и Богдан Михайловичи, Фёдор Иванович Меньшой — убиты под Конотопом (28 июня 1659).
- Отрепьев Афанасий Михайлович — ранен под Конотопом (1659).
- Нелидов Герасим Андреевич — стряпчий (1678), стольник (1676—1692).
- Нелидов Фёдор Иванович — московский дворянин (1676—1677).
- Нелидовы: Михаил Иванович и Иван Герасимович — стольники царицы Прасковьи Фёдоровны (1686—1692).
- Нелидовы: Пётр Кириллович, Максим и Василий Ивановичи, Игнатий и Алексей Леонтьевичи — стряпчие (1692).
- Нелидовы: Василий Андреевич, Афанасий Леонтьевич — московские дворяне (1692).
- Нелидовы: Пётр Васильевич, Яков, Яков и Иван Леонтьевичи, Афанасий Никитич, Семён, Иван и Алексей Фёдоровичи — стольники (1680—1692)[7][2][8].